# Kanton Duras
Kanton Duras (francouzsky Canton de Duras) je francouzský kanton v departementu Lot-et-Garonne v regionu Akvitánie. Tvoří ho 15 obcí.

## Obce kantonu
- Auriac-sur-Dropt
- Baleyssagues
- Duras
- Esclottes
- Loubès-Bernac
- Moustier
- Pardaillan
- Saint-Astier
- Sainte-Colombe-de-Duras
- Saint-Jean-de-Duras
- Saint-Sernin
- La Sauvetat-du-Dropt
- Savignac-de-Duras
- Soumensac
- Villeneuve-de-Duras